# Спецтехноэкспорт
Государственное хозрасчётное внешнеторговое предприятие «Спецтехноэкспорт» (укр. «Державне держрозрахункове зовнішньоторговельне підприємство «Спецтехноекспорт») — украинская государственная компания, основным видом деятельности которой является экспортно-импортные отношения на мировом рынке вооружений.

## История
«Спецтехноэкспорт» был создан правительством Украины в июле 1998 года как дочернее предприятие государственной компании «Укрспецэкспорт».
После создания в декабре 2010 года государственного концерна «Укроборонпром», «Спецтехноэкспорт» был включен в состав концерна.
С 2014 года предприятие начало заниматься обеспечением нужд военно-промышленного комплекса Украины. Это в первую очередь обеспечение заводов запчастями, которые не производятся на Украине, и подготовка программ модернизации бронетехники советского образца иностранными компаниями.
В 2015 году «Спецтехноэкспорт» заявило о налаживании сотрудничества с американскими компаниями Textron Systems и Flir Systems, канадской Inkas, турецкой «Aselsan».
«Спецтехноэкспорт» стало первой компанией Украины, получившей лицензию на импорт в страну военного оборудования производства США. В мае 2018 сообщалось, что две партии новых гранатометов PRSL американского производства, которые были поставленные Спецтехноэкспортом, поступили на вооружение Национальной гвардии Украины.
Также «Спецтехноэкспорт» стало первой украинской компанией, получившей лицензию на производство беспилотников. В 2015 году предприятие «Спецтехноэкспорт» представило 5 моделей беспилотных авиационных комплексов украинского производства — «Patriot RV010», «Observer-S», «А1-С Фурия», «Columba» и «Sparrow».
Также «Спецтехноэкспорт» — это первая украинская компания, которая выиграла международный публичный тендер по правилам GPA. По результатам тендера, который проводился в соответствии с европейской директивой Defence Directive 2009/81 / EC, «Спецтехноэкспорт» будет поставлять комплектующие к танкам Т-72 в течение 2017—2019 годов одной из европейских стран (страна поставки в официальных сообщениях не называлась).

## Современное состояние
Компания специализируется на экспорте и импорте новейшего оружия, военной продукции и технологий, а также техники специального назначения. По величине валового дохода и по объёмам поступления валюты в страну «Спецтехноэкспорт» является вторым спецэкспортером на Украине.
Компания сотрудничает с украинскими предприятиями, научно-исследовательскими центрами, конструкторскими бюро, государственными и частными компаниями из более чем 30 стран мира. Постоянными партнерами компании являются Министерства обороны Республики Индия, Алжира, Индонезии, Малайзии, Бангладеш.
По официально опубликованной информации, на протяжении 2015—2017 годов «Спецтехноэкспорт» ежегодно выполняет контракты общей стоимостью 120—140 млн долл США. 10 % экспортных контрактов предприятия касаются организации научно-исследовательских работ в Украине с целью создания инновационных технологий в сфере обороны. Общий портфеля заказов «Спецтехноэкспорта» по состоянию на начало 2018 года оценивался в $ 500 млн долл. США
Главным заказчиком продукции и услуг ГХВП «Спецтехноекспорт» является Министерство обороны Индии. В 2018 году в работе Спецтехноэкспорта находится почти 400 контрактов с индийскими заказчиками. Только по результатам выставки DefExpo в Индии в 2018 году «Спецтехноэкспорт» заключило новые контракты общей стоимостью 19 млн долл.
Спецтехноэкспорт также тесно сотрудничает с государственными и частными корпорации Индии, среди которых Bharat Electronics Limited, Reliance Defence Limited, Tata Power Company Limited, Punj Lloyd, Larsen Turbo и др.
Задачами компании названы:
- Укреплять авторитет Украины за рубежом как страны с высоким технологическим потенциалом.
- Повышать качественный уровень вооружения украинской армии.
- Привлекать инвестиции в создание новых образцов вооружения и военной техники на Украине.

## Руководство
1. Павел Барбул (2015—2018);
2. Владислав Бельбас (2018—2019)

## Официальный статус компании
«Спецтехноэкспорт» является государственным хозрасчетным внешнеторговым предприятием и не является распорядителем бюджетных средств. Внешнеэкономическая деятельность предприятия основывается на принципах самоокупаемости и самофинансирования и осуществляется в соответствии с законодательством Украины. «Спецтехноэкспорт» имеет все лицензии и разрешения от правительства Украины для экспорта продукции военного и двойного назначения, и руководствуется в своей деятельности международными соглашениями и межгосударственными обязательствами по контролю над экспортом вооружений.